# Störkathen
Störkathen är en kommun och ort i Kreis Steinburg i förbundslandet Schleswig-Holstein i Tyskland.
Kommunen ingår i kommunalförbundet Amt Kellinghusen tillsammans med ytterligare 24 kommuner.